# Tremacron begoniifolium
Tremacron begoniifolium là một loài thực vật có hoa trong họ Tai voi. Loài này được H.W. Li miêu tả khoa học đầu tiên năm 1983.